# Zinkoxid

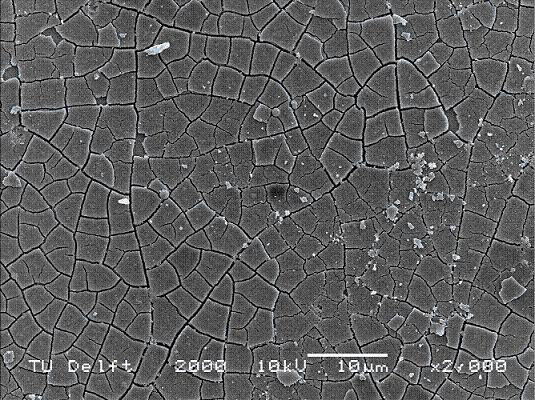
En tunn yta av zinkoxid sedd genom ett svepelektronmikroskop.

Zinkoxid är en kemisk förening av zink och syre. Det förekommer naturligt som mineralet zinkit. INCI-beteckning Zinc oxide, CI 77947. Det har flera användningsområden, bland annat som pigment under namnet zinkvitt.

## Synonymer
I äldre litteratur kan zinkoxid vara benämnt på bl a följande vis:
- Kinesiskt vitt
- Pampholyx
- Permanentvitt
- Syrsatt zink
- Zinkblomma
- Zinkkalk
- Zinkvitt

## Egenskaper

### Fysiskt
Zinkoxid är smaklöst och luktlöst.
Skrymdensitet 5 400 kg/m3.

### Amfolyt
Zinkoxid brukar framhållas som typexemplet på en amfolyt. Det är mycket svårlöst i neutralt till svagt alkaliskt vatten (pH = 6…8), men i surt eller basiskt vatten bildar det lösliga zink- eller zinkat-joner.
I surt vatten:
{\displaystyle {\rm {ZnO+2\ H^{+}\rightarrow Zn^{2+}+H_{2}O}}}
I basiskt vatten:
{\displaystyle {\rm {ZnO+2\ OH^{-}+H_{2}O\rightarrow [Zn(OH)_{4}]^{2-}}}}

### Termokromism
Zinkoxid i kristallform är termokromiskt, d.v.s. det byter färg beroende på temperatur. Det beror på att en liten mängd syre frigörs vid uppvärmning och lämnar efter sig metallisk zink som får ämnet att skifta i gult eller orange. Vid 800 °C har kristallen förlorat ungefär 70 ppm syre. Efter avsvalning återgår ämnet till sin ursprungliga färg.
Om zinkoxid hettas upp till 1 975 °C kalcineras den och övergår helt i metallisk zink och syrgas.

### Reaktioner
Zinkoxid kan reduceras av oädlare metaller som aluminium och magnesium. Reaktionen kan vara våldsam och orsaka brand.
{\displaystyle {\rm {3\ ZnO+2\ Al\rightarrow 3\ Zn+Al_{2}O_{3}}}}
Zinkoxid reagerar också med svavelväte och bildar zinksulfid (ZnS). Det är inte lika effektivt som att använda järn(II)nitrat, men restprodukten blir vatten i stället för salpetersyra, vilket gör att det går att använda i till exempel deodorant.
{\displaystyle {\rm {ZnO+H_{2}S\rightarrow ZnS+H_{2}O}}}

### Hälsofaror
- På oskadad hud ingen fara, om partiklarna inte är alltför små, men när det gäller nano-partiklar vet man ännu ej med säkerhet. Läkemedelsverket tillråder därför försiktighet t v.
- Vid nedsväljning kan redan små mängder orsaka svåra magsmärtor.
- Inandning av zinkhaltigt damm eller zinkhaltig ånga (aerosol) kan ge plötslig feber.

## Framställning
Förutom att ett tunt lager zinkoxid bildas naturligt på alla förzinkade ytor som utsätts för luftens syre så tillverkas zinkoxid också industriellt.

### Oxidering
Ren zinkoxid framställs genom att metallisk zink hettas upp till ~1 000 °C (zink kokar vid 907 °C). Förångad zink reagerar omedelbart med luftens syre och bildar en aerosol av zinkoxid. Den färdiga produkten består av mycket små (0,1 – 10 μm) partiklar av zinkoxid.

### Kalcinering
Zinkoxid kan också framställas genom kalcinering av zinkkarbonat (ZnCO3) och zinkhydroxid (Zn[OH]2) vid ~800 °C.
{\displaystyle {\rm {ZnCO_{3}\ {\xrightarrow {heat}}\ ZnO+CO_{2}}}}
{\displaystyle {\rm {Zn(OH)_{2}\ {\xrightarrow {heat}}\ ZnO+H_{2}O}}}

### Förvaring
Zinkoxid bör lagras i väl tillslutna kärl, eftersom det annars i närvaro av luftens innehåll av koldioxid kan övergå till zinkkarbonat.a) Till en början som hårda, sandaktiga korn; med tiden större och större hårda klumpar.
–––––––––––––––
a) Se diskussion

## Användning
- Redan i antikens Grekland användes den då kostbara zinkoxiden för behandling av ögonsjukdomar.[1]
- Ungefär hälften av nutidens världsproduktionen av zinkoxid används inom gummiindustri. Zinkoxid och stearinsyra används för vulkanisering av gummi.
- Zinkoxid blandas också i cement för att styra härdningsförloppet och göra den färdiga betongen tåligare för vatten.
- Fett, zinkoxid och en liten mängd Fe2O3 ingår i apotekets zinkpasta som används för att behandla solbränna, eksem och nässelbränna. Generellt har zinkoxid uttorkande verkan.
- Förmågan att filtrera bort svavelväte gör att zinkoxid används i till exempel deodoranter och cigarettfilter.
- Det används också i livsmedel (till exempel frukostflingor) för att tillföra zink som är ett livsnödvändigt spårämne.
- Zinkoxid används i stor utsträckning som vitt pigment (zinkvitt). Detta har skett ända sedan antiken men blivit mycket vanligare sedan man på 1700-talet började med industriell tillverkning. Förutom att reflektera synligt ljus reflekterar det också såväl IR-ljus som UV-ljus.
- Utarmad zinkoxid (DZO) används som korrosionsskydd inuti tryckvattenreaktorer. I DZO har isotopen 64Zn avlägsnats eftersom den bildar radioaktiv 65Zn när den utsätts för neutronstrålning.
- 1866 började zinkoxid användas som ansiktspuder i USA. Denna användning spred sig sedan snabbt till Europa.[1]

### Farmakopén
Zinkoxid togs in i den svenska farmakopén 1775 och kvarstod där ända till 1946. Fram till 1869 tillverkade apoteken själva den zinkoxid de behövde, men därefter köptes det utifrån. Ursprunget redovisades i de farmaceutiska namnen på zinkoxid, som var ett virrvarr av olika tiders latin, t.ex. följande:
- Calx zinki (zinkkalk)
- Calx zinki impuri (oren zinkkalk)
- Oxicum zincicum (zinkoxid)
- Oxicum zincicum crudum (rå zinkoxid)
- Oxicum zincicum venale (Inköpt zinkoxid)
- Zircum oxidatum (zinkoxid)
- Zinci oxidum (zinkoxid)
- Zinci oxydum (zinkoxid)
- Zinci oxydum crudum (rå zinkoxid)
- Zinci oxydum venale (inköpt zinkoxid)

På medeltidslatin förekom följande namn:
- Nihilum album (album betyder vit)
- Nil album

Följande är nylatin:
- Flores zinci (zinkblomma)
- Flores zinci impuri (oren zinkblomma)

En speciell variant var pampholyx, som innebar tillverkning enligt antikens primitiva metod (första århundradet efter Kristus).